# Euphorbia astyla
Euphorbia astyla là một loài thực vật có hoa trong họ Đại kích. Loài này được Engelm. ex Boiss. mô tả khoa học đầu tiên năm 1862.